# Pärnu Linnameeskond
Pärnu Linnameeskond (est. Jalgpalliklubi Pärnu Linnameeskond) – estoński klub piłkarski z siedzibą w Parnawie działający w latach 2011–2017.

## Historia
Klub został założony w 2011 jako JK Pärnu Linnameeskond w wyniku fuzji Pärnu JK Vaprus, Pärnu JK i Pärnu Kalev. Występował w rozgrywkach lokalnych dopóki nie został rozwiązany. W 1999 został reaktywowany jako JK Pärnu Vaprus. W 2011 startował w Esiliiga, a w 2015 debiutował w najwyższej lidze Mistrzostw Estonii, zajmując 8.miejsce. W sezonie 2016 zajął przedostatnie 9 miejsce, ale obronił się w barażach. W 2017 fuzja rozpadła się i Vaprus odziedziczył ich ligową pozycję na 2017 rok.

## Sukcesy
- Meistriliiga:

8 miejsce: 2015